# Марсело Насіменто да Коста
Марсело Насіменто да Коста (порт. Marcelo Nascimento da Costa, нар. 24 серпня 1984, Манакапуру) — бразильський та болгарський футболіст, півзахисник клубу «Прінцеса ду Солімоес».
Виступав, зокрема, за клуби «Аль Назр», «Можі-Мірім», «Брагантіно» та «Лудогорець», а також національну збірну Болгарії.
Дев'ятиразовий чемпіон Болгарії. Дворазовий володар Кубка Болгарії. Чотириразовий володар Суперкубка Болгарії.

## Клубна кар'єра
У дорослому футболі дебютував 2008 року виступами за команду клубу «Ітуано».
У сезоні 2008/09 виступав за клуб з Об'єднаних Арабських Еміратів «Аль Назр».
2009 року уклав контракт з клубом «Можі-Мірім», у складі якого провів наступний рік своєї кар'єри гравця.
З 2010 року один сезон захищав кольори команди клубу «Брагантіно». Більшість часу, проведеного у складі «Брагантіно», був основним гравцем команди.
До складу клубу «Лудогорець» приєднався 2011 року. Відіграв за команду з міста Разграда 234 матчі в національному чемпіонаті.
влітку 2020 повернувся на батьківщину, де спочатку сезон відіграв за «Віторію», а згодом за маловідомі клуби зі штату Амазонас.

## Виступи за збірні
Залучався до складу молодіжної збірної Бразилії в сезонах 2002/03 років. На молодіжному рівні зіграв у 3 офіційних матчах.
7 березня 2016 року дебютував в офіційних матчах у складі національної збірної Болгарії. Провів у формі головної команди країни 11 матчів, забивши 2 голи.

## Досягнення
- Чемпіон Болгарії (9):

«Лудогорець»: 2011-12, 2012-13, 2013-14, 2014-15, 2015-16, 2016-17, 2017-18, 2018-19, 2019-20
- Володар Кубка Болгарії (2):

«Лудогорець»: 2011-12, 2013-14
- Володар Суперкубка Болгарії (4):

«Лудогорець»: 2012, 2014, 2018, 2019